# Pietro Ricchi
Pour les articles homonymes, voir Ricchi.
Pietro Ricchi dit « Il Lucchese » né à Lucques en Toscane 6 janvier 1606, mort à Udine en Frioul-Vénétie Julienne, le 15 août 1675) est un peintre italien itinérant de la période baroque actif au XVIIe siècle.

## Biographie
Pietro Ricchi est né à Lucques le 6 janvier 1606, il se forme à Florence auprès de Domenico Passignano, à Bologne et à Rome. Il commence une carrière prometteuse en France où il séjourne de 1630 à 1634, avant de retourner précipitamment en Lombardie vers 1635. Il travaille à Milan, Brescia, Bergame et Trente jusqu'en 1652, avant de s'installer à Venise jusqu'en 1662, puis à Vicence et Padoue, pour finir à Udine. Faute de repères surs, la chronologie de ses œuvres est difficile à établir, et son style varie en fonction des commandes : fresques, tableaux de chevalet, portraits, scènes de bataille, de style tantôt avec des références maniéristes, tantôt ténébriste, tantôt clair et coloré.
Il a été en outre élève de Guido Reni.

## Œuvres
En 1632-1633 à ses débuts, il exerce en France, il peint les fresques du château de Fléchères à Fareins (Ain), ainsi que celles du château de Bagnols (Rhône), et possiblement les décors peints du château de Saint-André du Coing à Saint-Didier-au-Mont-d'Or, en banlieue nord de Lyon. Quelques fresques du château de Fléchères :

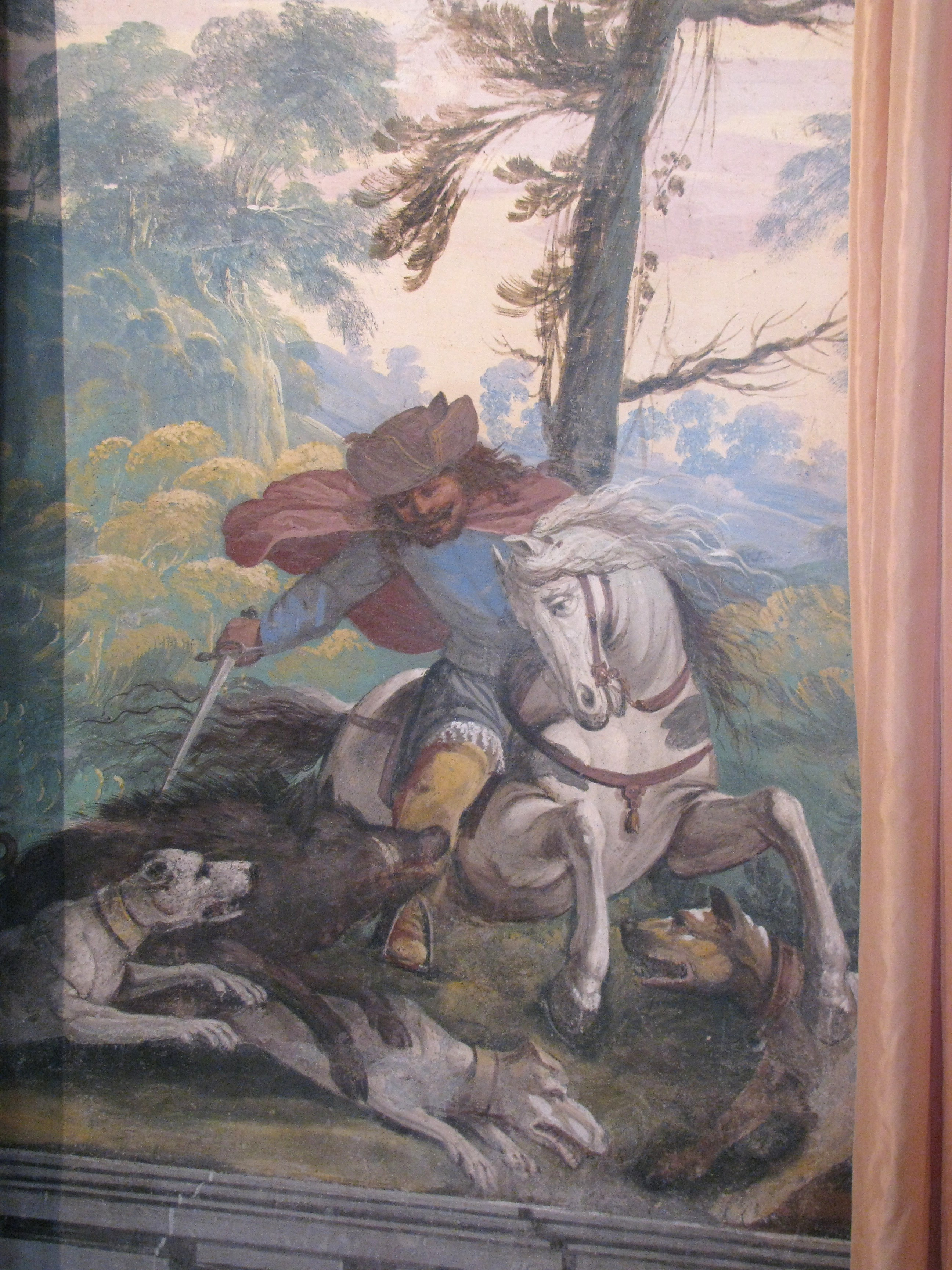
Salon de la Chasse : chasse au sanglier
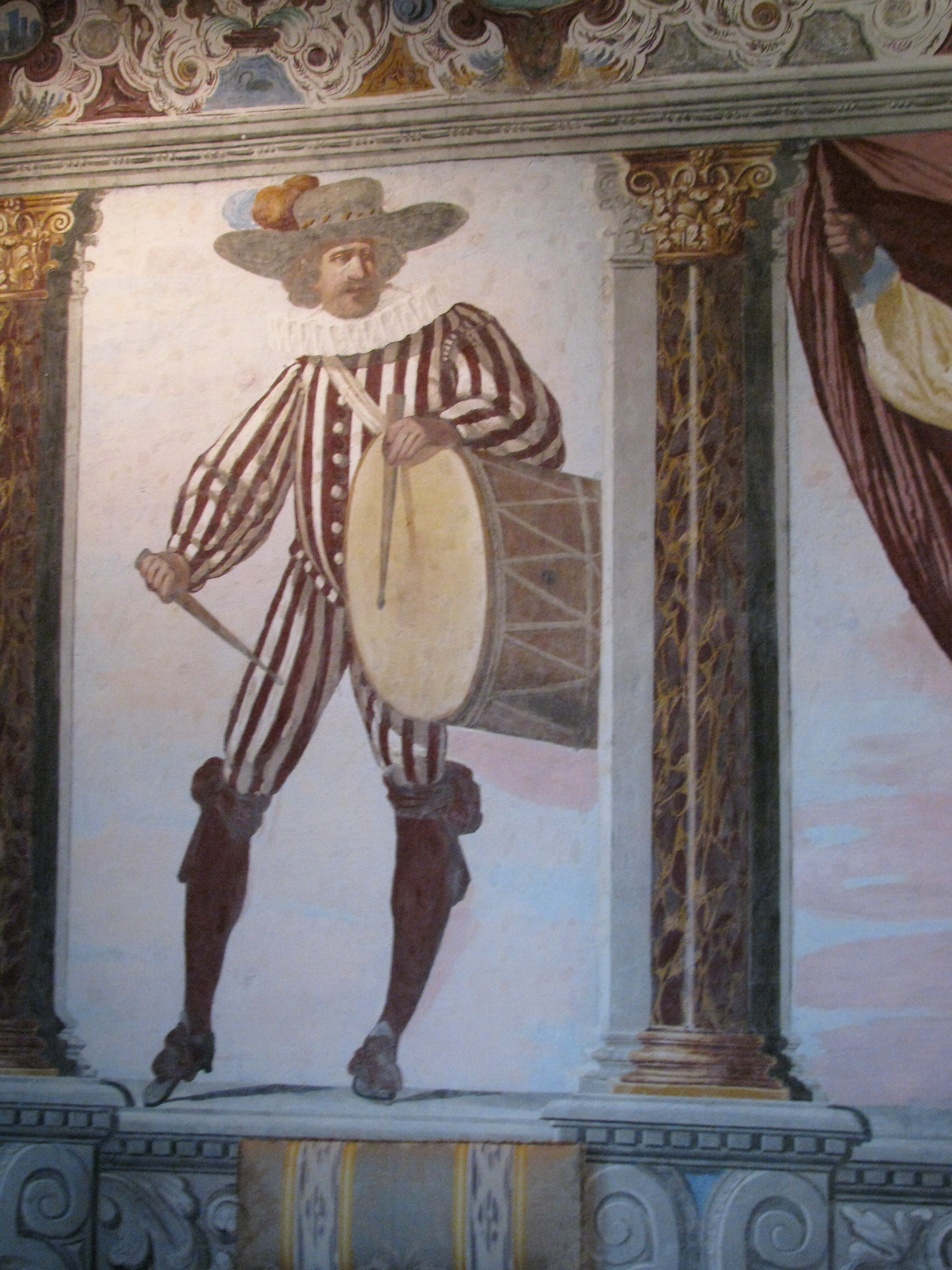
Chambre de la Parade : Tambour
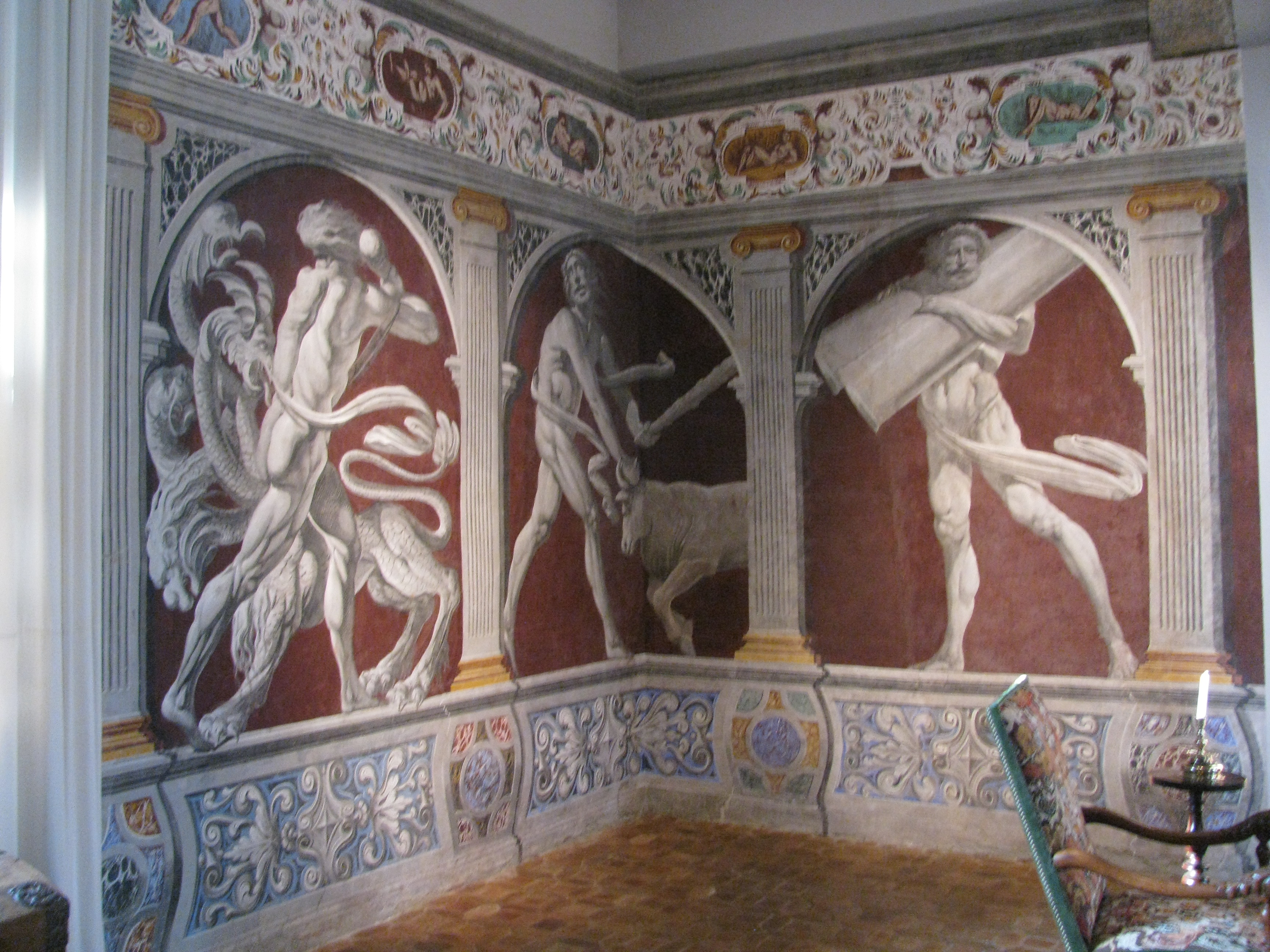
Chambre des Travaux d'Hercule : l'Hydre de Lerne, le taureau de Crète, les Colonnes d'Hercule

Le musée des Augustins de Toulouse conserve une Sainte Cécile, vers 1660, huile sur toile, 135 x 112 cm. Saisi des collections de l'évêque Anne-François-Victor Le Tonnelier de Breteuil, ce tableau a longtemps été attribué au peintre français Claude Vignon. 
En Italie :
- Extase de saint François recevant les stigmates, retable de la basilique San Francesco, Lucques
- Conception de la Vierge, Église de San Pietro in Lucone, Polpenazze
- La foi, Eglise de la Madonna dell'Orto, Venise
- Loth et ses filles, Ca' Rezzonico, Venise
- Le martyre de saint Christine, Ca' Rezzonico, Venise
- La Cène, 1644, Museo Civico, Riva del Garda
- Judith et Holofernes, Buonconsiglio Castle, Trente
- Vierge à l'Enfant avec des Saints, Musée diocésain, Brescia
- La reine Tomiri brandissant la tête de Ciro, collection particulière.
- Deux bergères, collection particulière.

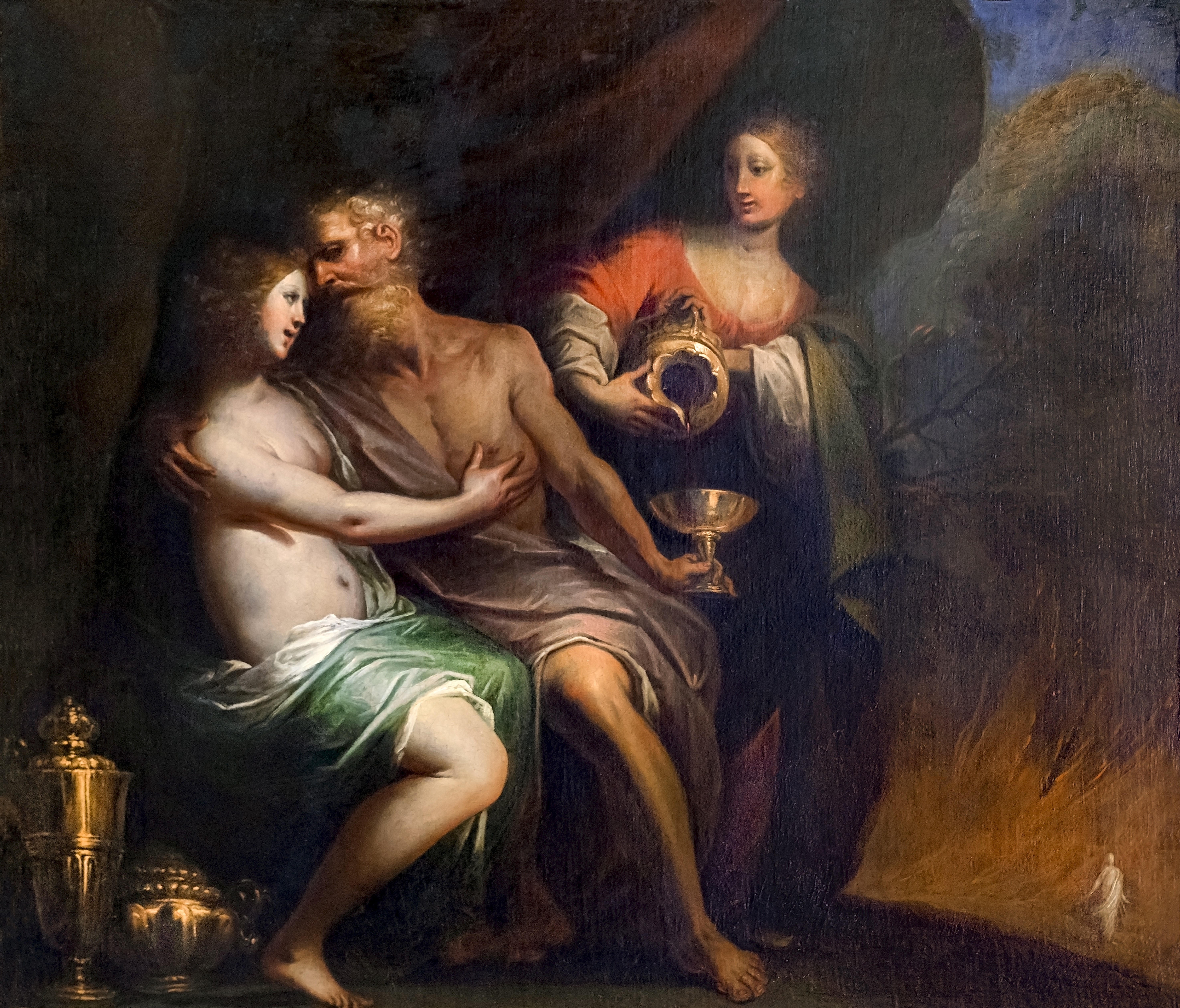
Loth et ses filles Ca' Rezzonico, Venise
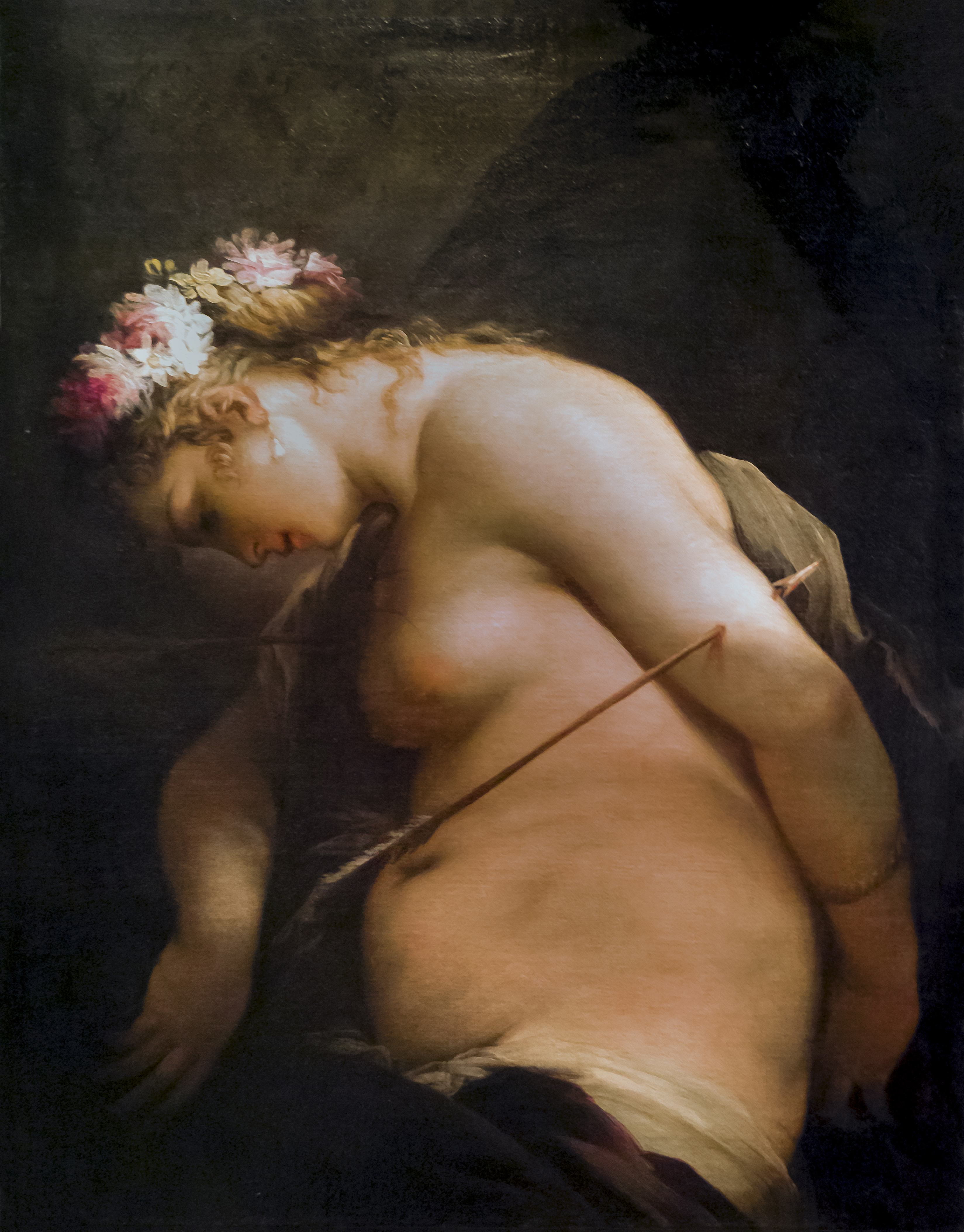
Le martyre de saint Christine, Ca' Rezzonico, Venise
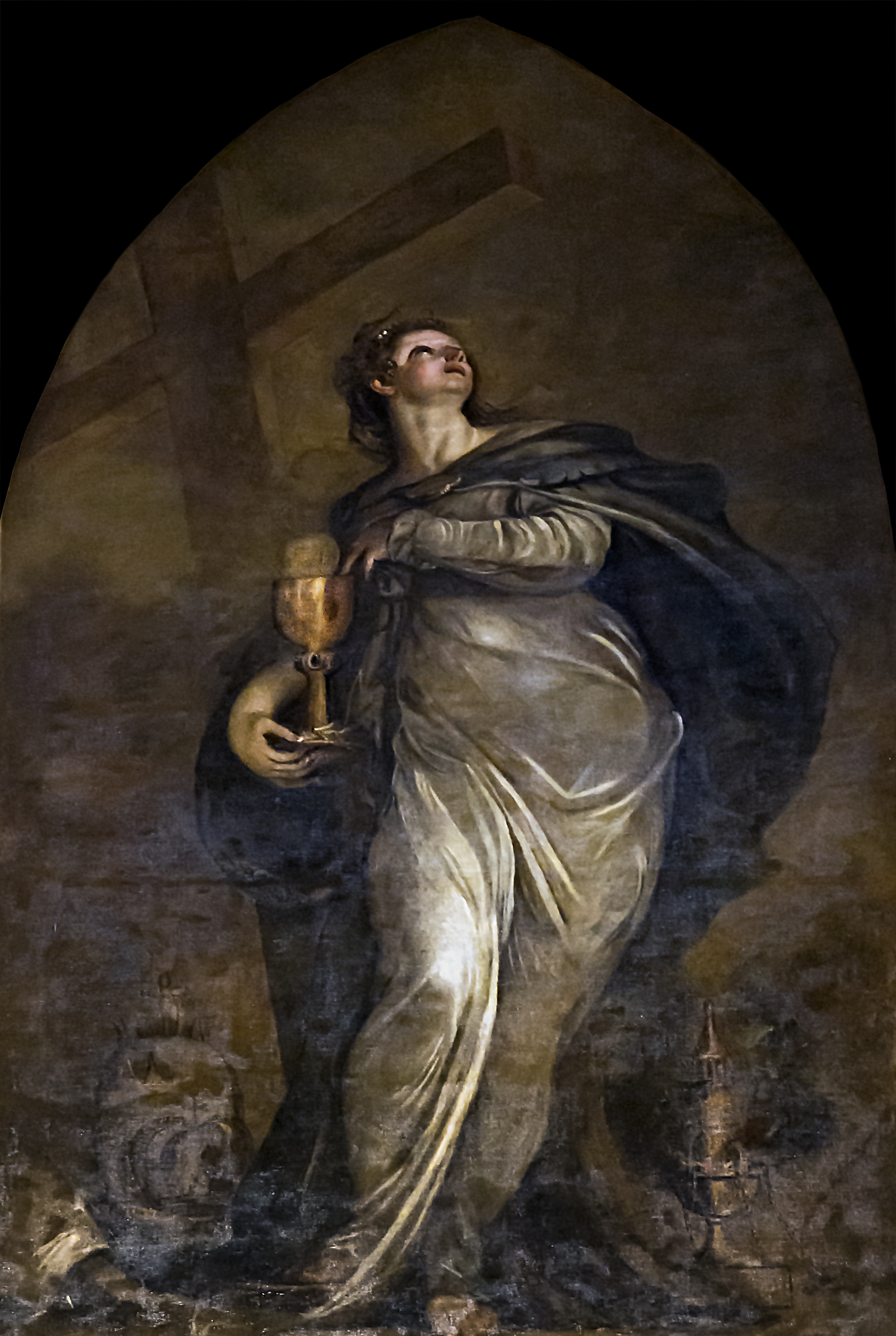
La foi - Madonna dell'Orto, Venise

## Postérité
Ricchi est redécouvert par H. Voss en 1951. Une exposition lui est consacrée à Milan du 5 octobre 1996 au 15 janvier 1997.
Par ailleurs, des travaux de restauration au château de Fléchères en France permettent la remise à jour d'un ensemble de fresques réalisées dans sa jeunesse.

## Sources
- (en) Cet article est partiellement ou en totalité issu de l’article de Wikipédia en anglais intitulé « Pietro Ricchi » (voir la liste des auteurs).